# Pectinase
Pectinase omvat een groep van pectine afbrekende enzymen, waarvan polygalacturonase het belangrijkste is. Pectinase breekt de middenlamel tussen plantencellen, die bestaat uit pectine, af door hydrolyse van de 1,4-α-D-galactosiduron bindingen. De middenlamel is de wand tussen twee cellen, die bij de cytokinese gevormd wordt en zich daarna verdikt. Vele micro-organismen vormen pectinase voor de afbraak van het plantenweefsel, waarop ze leven, zoals de schimmel Aspergillus niger.
Pectinasen worden voor commercieel gebruik vaak door genetisch veranderde micro-organismen (door fermentatie met schimmelculturen) geproduceerd.
Pectinasen worden gebruikt bij de productie van vruchtensappen voor een hogere sapopbrengst en voor het klaren (helder maken) van het sap. Verder worden ze gebruikt bij de winning van kleurstoffen uit planten en geconcentreerde citrusaroma's uit citrusschillen.
Ook wordt pectinase gebruikt voor het verkrijgen van protoplasten (naakte cellen).
Pectinase heeft het EC-nummer 3.2.1.15 en het CAS-nummer 9032-75-1.
De volgende synoniemen voor pectinase worden gebruikt:
- Pektine-depolymerase;
- Depolymerase;
- Endopolygalacturonase;
- Pectolase;
- Pectine-hydrolase;
- Pectine-polygalacturonase;
- Endo-polygalacturonase;
- Poly-α-1,4-Galacturonid-glycanohydrolase;
- Endogalacturonase;
- Endo-D-Galacturonase